# Парк Сити (Јута)
Парк Сити (енгл. Park City) град је у америчкој савезној држави Јута.

## Демографија
По попису из 2010. године број становника је 7.558, што је 187 (2,5%) становника више него 2000. године.
| Група             | 2000.         | 2010.         |
| Белци             | 5.687 (77,2%) | 5.429 (71,8%) |
| Афроамериканци    | 31 (0,4%)     | 49 (0,6%)     |
| Азијати           | 137 (1,9%)    | 156 (2,1%)    |
| Хиспаноамериканци | 1.448 (19,6%) | 1.819 (24,1%) |
| Укупно            | 7.371         | 7.558         |